# Oprea Vlase

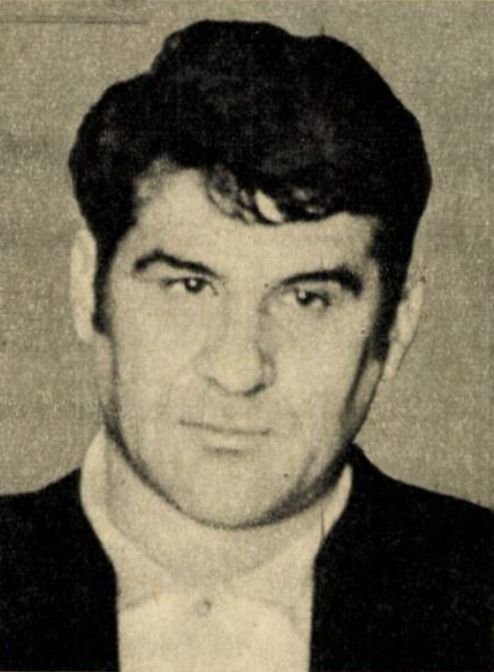
Oprea Vlase

Oprea Vlase (* 27. Oktober 1927 in Buzău; † 13. Oktober 2011 in Bukarest) war ein rumänischer Handballtrainer.
Vlase schloss 1952 sein Studium zum Sportlehrer am Institutul de Cultură Fizică (ICF) in Bukarest ab. Als Trainer von CS Dinamo Bukarest gewann er acht Meistertitel. Nachdem er im Europapokal der Landesmeister 1962/63 noch das Finale verlor, triumphierte er nur zwei Jahre später im Europapokal der Landesmeister 1964/65.
Vlase war Assistenz- und Cheftrainer der Rumänischen Nationalmannschaft. Mit der „Goldenen Generation“ wurde er bei den Weltmeisterschaften 1961, 1964, 1970 und 1974 Weltmeister. Bei den Olympischen Spielen 1972 in München errang er die Bronze- und 1976 in Montreal die Silbermedaille.
Oprea Vlase wurde im Jahr 2000 die nationale Medaille „Serviciul Credincios“ (erster Klasse) verliehen. Im Jahr 2009 wurde er mit dem Orden „Meritul Sportiv“ (erster Klasse) ausgezeichnet.
Oprea Vlase starb am 13. Oktober 2011 in Bukarest.